# Simple dames de badminton aux Jeux olympiques d'été de 2016
Pour un article plus général, voir Badminton aux Jeux olympiques d'été de 2016.
Navigation
Londres 2012 Tokyo 2020
Le tournoi de  simple dames de badminton aux Jeux olympiques d'été de 2016 de Rio de Janeiro se déroule au Riocentro du 11 au 19 août 2016.

## Format de la compétition
La compétition se déroule en 2 parties : une phase de poule et, à l'issue de celle-ci, une série de matches à élimination directe jusqu'à la finale.

## Têtes de séries
| N°  | Joueuse                       | Résultat      | Élimination par                          |
| --- | ----------------------------- | ------------- | ---------------------------------------- |
| 1.  | Carolina Marín (ESP)          | 1re place     | -                                        |
| 2.  | Wang Yihan (CHN)              | 1/4 de finale | Pusarla V. Sindhu (IND)                  |
| 3.  | Li Xuerui (CHN)               | 4e place      | Carolina Marín (ESP)                     |
| 4.  | Ratchanok Intanon (THA)       | 1/8 de finale | Akane Yamaguchi (JPN)                    |
| 5.  | Saina Nehwal (IND)            | 1er tour      | Éliminée en poules                       |
| 6.  | Nozomi Okuhara (JPN)          | 3e place      | en demi-finale : Pusarla V. Sindhu (IND) |
| 7.  | Sung Ji-hyun (KOR)            | 1/4 de finale | Carolina Marín (ESP)                     |
| 8.  | Tai Tzu-ying (TPE)            | 1/8 de finale | Pusarla V. Sindhu (IND)                  |
| 9.  | Pusarla V. Sindhu (IND)       | 2e place      | Carolina Marín (ESP)                     |
| 10. | Akane Yamaguchi (JPN)         | 1/4 de finale | Nozomi Okuhara (JPN)                     |
| 11. | Kirsty Gilmour (GBR)          | 1er tour      | Éliminée en poules                       |
| 12. | Porntip Buranaprasetsuk (THA) | 1/4 de finale | Li Xuerui (CHN)                          |
| 13. | Bae Yeon-ju (KOR)             | 1/8 de finale | Nozomi Okuhara (JPN)                     |

## Phase de poules
Qualifiés pour les huitièmes de finale.

 Qualifiés pour les quarts de finale (groupes des têtes de série 1, 2 et 3).

### Groupe A
| Joueuse                  | MJ | G | P | SG | SP | Pts |
| ------------------------ | -- | - | - | -- | -- | --- |
| Carolina Marín (ESP) (1) | 2  | 2 | 0 | 4  | 0  | 2   |
| Line Kjærsfeldt (DEN)    | 2  | 1 | 1 | 2  | 2  | 1   |
| Nanna Vainio (FIN)       | 2  | 0 | 2 | 0  | 4  | 0   |

| Date    | Joueuse 1      | Score        | Joueuse 2       |
| ------- | -------------- | ------------ | --------------- |
| 11 août | Carolina Marín | 21-6, 21-4   | Nanna Vainio    |
| 12 août | Nanna Vainio   | 9-21, 8-21   | Line Kjærsfeldt |
| 13 août | Carolina Marín | 21-16, 21-13 | Line Kjærsfeldt |

### Groupe C
| Joueuse                | MJ | G | P | SG | SP | Pts |
| ---------------------- | -- | - | - | -- | -- | --- |
| Sung Ji-hyun (KOR) (7) | 2  | 2 | 0 | 4  | 0  | 2   |
| Liang Xiaoyu (SIN)     | 2  | 1 | 1 | 2  | 2  | 1   |
| Delphine Lansac (FRA)  | 2  | 0 | 2 | 0  | 4  | 0   |

| Date    | Joueuse 1       | Score        | Joueuse 2       |
| ------- | --------------- | ------------ | --------------- |
| 12 août | Sung Ji-hyun    | 21-13, 21-14 | Delphine Lansac |
| 13 août | Delphine Lansac | 7-21, 15-21  | Liang Xiaoyu    |
| 14 août | Sung Ji-hyun    | 21-17, 21-11 | Liang Xiaoyu    |

### Groupe D
| Joueuse                   | MJ | G | P | SG | SP | Pts |
| ------------------------- | -- | - | - | -- | -- | --- |
| Linda Zetchiri (BUL)      | 2  | 2 | 0 | 4  | 1  | 3   |
| Kirsty Gilmour (GBR) (11) | 2  | 1 | 1 | 3  | 2  | 1   |
| Sabrina Jaquet (SUI)      | 2  | 0 | 2 | 0  | 4  | 0   |

| Date    | Joueuse 1      | Score               | Joueuse 2      |
| ------- | -------------- | ------------------- | -------------- |
| 11 août | Kirsty Gilmour | 21-17, 21-15        | Sabrina Jaquet |
| 13 août | Linda Zetchiri | 21-17, 21-15        | Sabrina Jaquet |
| 14 août | Kirsty Gilmour | 21-12, 17-21, 16-21 | Linda Zetchiri |

### Groupe E
| Joueuse             | MJ | G | P | SG | SP | Pts |
| ------------------- | -- | - | - | -- | -- | --- |
| Li Xuerui (CHN) (3) | 3  | 3 | 0 | 6  | 0  | 3   |
| Iris Wang (USA)     | 3  | 2 | 1 | 4  | 4  | 2   |
| Lianne Tan (BEL)    | 3  | 1 | 2 | 3  | 4  | 4   |
| Telma Santos (POR)  | 3  | 0 | 3 | 1  | 6  | 0   |

| Date    | Joueuse 1    | Score               | Joueuse 2    |
| ------- | ------------ | ------------------- | ------------ |
| 11 août | Li Xuerui    | 21-12, 21-7         | Telma Santos |
| 11 août | Iris Wang    | 21-17, 20-22, 21-14 | Lianne Tan   |
| 12 août | Li Xuerui    | 21-11, 21-11        | Lianne Tan   |
| 12 août | Telma Santos | 21-18, 10-21, 12-21 | Iris Wang    |
| 14 août | Li Xuerui    | 21-16, 21-12        | Iris Wang    |
| 14 août | Telma Santos | 16-21, 18-21        | Lianne Tan   |

### Groupe G
| Joueuse                | MJ | G | P | SG | SP | Pts |
| ---------------------- | -- | - | - | -- | -- | --- |
| Marija Ulitina (UKR)   | 2  | 2 | 0 | 4  | 0  | 2   |
| Saina Nehwal (IND) (5) | 2  | 1 | 1 | 2  | 2  | 1   |
| Lohaynny Vicente (BRA) | 2  | 0 | 2 | 0  | 4  | 0   |

| Date    | Joueuse 1      | Score        | Joueuse 2        |
| ------- | -------------- | ------------ | ---------------- |
| 11 août | Saina Nehwal   | 21-17, 21-17 | Lohaynny Vicente |
| 13 août | Marija Ulitina | 21-13, 21-13 | Lohaynny Vicente |
| 14 août | Saina Nehwal   | 18-21, 19-21 | Marija Ulitina   |

### Groupe H
| Joueuse                             | MJ | G | P | SG | SP | Pts |
| ----------------------------------- | -- | - | - | -- | -- | --- |
| Porntip Buranaprasertsuk (THA) (12) | 2  | 2 | 0 | 4  | 0  | 2   |
| Kate Foo Kune (MRI)                 | 2  | 1 | 1 | 2  | 2  | 1   |
| Chen Hsuan-yu (AUS)                 | 2  | 0 | 2 | 0  | 4  | 0   |

| Date    | Joueuse 1                | Score        | Joueuse 2     |
| ------- | ------------------------ | ------------ | ------------- |
| 11 août | Porntip Buranaprasertsuk | 21-14, 21-15 | Chen Hsuan-yu |
| 13 août | Kate Foo Kune            | 21-16, 21-19 | Chen Hsuan-yu |
| 14 août | Porntip Buranaprasertsuk | 21-7, 21-18  | Kate Foo Kune |

### Groupe I
| Joueuse                 | MJ | G | P | SG | SP | Pts |
| ----------------------- | -- | - | - | -- | -- | --- |
| Bae Yeon-ju (KOR) (13)  | 2  | 2 | 0 | 4  | 0  | 2   |
| Özge Bayrak (TUR)       | 2  | 1 | 1 | 2  | 2  | 1   |
| Jeanine Cicognini (ITA) | 2  | 0 | 2 | 0  | 4  | 0   |

| Date    | Joueuse 1         | Score       | Joueuse 2         |
| ------- | ----------------- | ----------- | ----------------- |
| 12 août | Bae Yeon-ju       | 21-11, 21-8 | Jeanine Cicognini |
| 13 août | Jeanine Cicognini | 14-21, 9-21 | Özge Bayrak       |
| 14 août | Bae Yeon-ju       | 21-11, 21-7 | Özge Bayrak       |

### Groupe J
| Joueuse                  | MJ | G | P | SG | SP | Pts |
| ------------------------ | -- | - | - | -- | -- | --- |
| Nozomi Okuhara (JPN) (6) | 2  | 2 | 0 | 4  | 0  | 2   |
| Vũ Thị Trang (VIE)       | 2  | 1 | 1 | 2  | 2  | 1   |
| Lindaweni Fanetri (INA)  | 2  | 0 | 2 | 0  | 4  | 0   |

| Date    | Joueuse 1      | Score        | Joueuse 2         |
| ------- | -------------- | ------------ | ----------------- |
| 12 août | Nozomi Okuhara | 21-10, 21-8  | Vũ Thị Trang      |
| 13 août | Vũ Thị Trang   | 21-12, 21-11 | Lindaweni Fanetri |
| 14 août | Nozomi Okuhara | 21-12, 21-12 | Lindaweni Fanetri |

### Groupe K
| Joueuse                    | MJ | G | P | SG | SP | Pts |
| -------------------------- | -- | - | - | -- | -- | --- |
| Akane Yamaguchi (JPN) (10) | 2  | 2 | 0 | 4  | 1  | 2   |
| Tee Ying Yi (MAS)          | 2  | 1 | 1 | 2  | 2  | 1   |
| Kristína Gavnholt (CZE)    | 2  | 0 | 2 | 1  | 4  | 0   |

| Date    | Joueuse 1         | Score               | Joueuse 2         |
| ------- | ----------------- | ------------------- | ----------------- |
| 12 août | Akane Yamaguchi   | 20-22, 21-12, 21-15 | Kristína Gavnholt |
| 13 août | Kristína Gavnholt | 20-22, 15-21        | Tee Ying Yi       |
| 14 août | Akane Yamaguchi   | 21-18, 21-5         | Tee Ying Yi       |

### Groupe L
| Joueuse                     | MJ | G | P | SG | SP | Pts |
| --------------------------- | -- | - | - | -- | -- | --- |
| Ratchanok Intanon (THA) (4) | 2  | 2 | 0 | 4  | 0  | 2   |
| Kati Tolmoff (EST)          | 2  | 1 | 1 | 2  | 3  | 1   |
| Yip Pui Yin (HKG)           | 2  | 0 | 2 | 1  | 4  | 0   |

| Date    | Joueuse 1         | Score              | Joueuse 2    |
| ------- | ----------------- | ------------------ | ------------ |
| 11 août | Ratchanok Intanon | 21-14, 21-13       | Kati Tolmoff |
| 12 août | Yip Pui Yin       | 21-5, 13-21, 19-21 | Kati Tolmoff |
| 14 août | Ratchanok Intanon | 21-18, 21-12       | Yip Pui Yin  |

### Groupe M
| Joueuse                     | MJ | G | P | SG | SP | Pts |
| --------------------------- | -- | - | - | -- | -- | --- |
| Pusarla V. Sindhu (IND) (9) | 2  | 2 | 0 | 4  | 1  | 2   |
| Michelle Li (CAN)           | 2  | 1 | 1 | 3  | 2  | 1   |
| Laura Sárosi (HUN)          | 2  | 0 | 2 | 0  | 4  | 0   |

| Date    | Joueuse 1   | Score               | Joueuse 2    |
| ------- | ----------- | ------------------- | ------------ |
| 11 août | P.V. Sindhu | 21-8, 21-9          | Laura Sárosi |
| 13 août | Michelle Li | 21-11, 21-8         | Laura Sárosi |
| 14 août | P.V. Sindhu | 19-21, 21-15, 21-17 | Michelle Li  |

### Groupe N
| Joueuse                 | MJ | G | P | SG | SP | Pts |
| ----------------------- | -- | - | - | -- | -- | --- |
| Tai Tzu-ying (TPE) (8)  | 2  | 2 | 0 | 4  | 0  | 2   |
| Natalia Perminova (RUS) | 2  | 1 | 1 | 2  | 2  | 1   |
| Elisabeth Baldauf (AUT) | 2  | 0 | 2 | 0  | 4  | 0   |

| Date    | Joueuse 1         | Score       | Joueuse 2         |
| ------- | ----------------- | ----------- | ----------------- |
| 11 août | Tai Tzu-ying      | 21-11, 21-9 | Elisabeth Baldauf |
| 13 août | Natalia Perminova | 21-17, 21-8 | Elisabeth Baldauf |
| 14 août | Tai Tzu-ying      | 21-12, 21-9 | Natalia Perminova |

### Groupe P
| Joueuse              | MJ | G | P | SG | SP | Pts |
| -------------------- | -- | - | - | -- | -- | --- |
| Wang Yihan (CHN) (2) | 2  | 2 | 0 | 4  | 0  | 2   |
| Karin Schnaase (GER) | 2  | 1 | 1 | 2  | 2  | 1   |
| Chloe Magee (IRL)    | 2  | 0 | 2 | 0  | 4  | 0   |

| Date    | Joueuse 1   | Score        | Joueuse 2      |
| ------- | ----------- | ------------ | -------------- |
| 11 août | Wang Yihan  | 21-7, 21-12  | Chloe Magee    |
| 12 août | Chloe Magee | 14-21, 19-21 | Karin Schnaase |
| 14 août | Wang Yihan  | 21-11, 21-16 | Karin Schnaase |

## Phase à élimination directe
|  | Huitièmes de finale | Huitièmes de finale            | Huitièmes de finale     | Huitièmes de finale            | Huitièmes de finale |                         |                         | Quarts de finale | Quarts de finale | Quarts de finale     | Quarts de finale | Quarts de finale |                 |                      | Demi-finales | Demi-finales | Demi-finales | Demi-finales         | Demi-finales |                 |                      | Finale | Finale | Finale | Finale | Finale |  |  |
|  |                     |                                |                         |                                |                     |                         |                         |                  |                  |                      |                  |                  |                 |                      |              |              |              |                      |              |                 |                      |        |        |        |        |        |  |  |
|  |                     |                                |                         |                                |                     |                         |                         |                  |                  |                      |                  |                  |                 |                      |              |              |              |                      |              |                 |                      |        |        |        |        |        |  |  |
|  |                     | 1                              | Carolina Marín (ESP)    | 21                             | 21                  |                         |                         |                  |                  |                      |                  |                  |                 |                      |              |              |              |                      |              |                 |                      |        |        |        |        |        |  |  |
|  |                     |                                |                         |                                |                     |                         |                         |                  |                  |                      |                  |                  |                 |                      |              |              |              |                      |              |                 |                      |        |        |        |        |        |  |  |
|  |                     |                                | 7                       | Sung Ji-hyun (KOR)             | 12                  | 16                      |                         |                  |                  |                      |                  |                  |                 |                      |              |              |              |                      |              |                 |                      |        |        |        |        |        |  |  |
|  | 7                   | Sung Ji-hyun (KOR)             | 7                       | Sung Ji-hyun (KOR)             | 12                  | 16                      | 21                      | 21               |                  |                      |                  |                  |                 |                      |              |              |              |                      |              |                 |                      |        |        |        |        |        |  |  |
|  | 7                   | Sung Ji-hyun (KOR)             |                         |                                |                     |                         | 21                      | 21               |                  |                      |                  |                  |                 |                      |              |              |              |                      |              |                 |                      |        |        |        |        |        |  |  |
|  |                     | Linda Zetchiri (BUL)           | 15                      | 12                             |                     |                         |                         |                  |                  |                      |                  |                  |                 |                      |              |              |              |                      |              |                 |                      |        |        |        |        |        |  |  |
|  |                     |                                |                         |                                |                     |                         |                         |                  | 1                | Carolina Marín (ESP) | 21               | 21               |                 |                      |              |              |              |                      |              |                 |                      |        |        |        |        |        |  |  |
|  |                     |                                |                         |                                |                     |                         |                         |                  |                  |                      |                  |                  |                 |                      |              |              |              |                      |              |                 |                      |        |        |        |        |        |  |  |
|  |                     | 3                              | Li Xuerui (CHN)         | 14                             | 16                  |                         |                         |                  |                  |                      |                  |                  |                 |                      |              |              |              |                      |              |                 |                      |        |        |        |        |        |  |  |
|  |                     | 3                              | Li Xuerui (CHN)         | 14                             | 16                  |                         |                         |                  |                  |                      |                  |                  |                 |                      |              |              |              |                      |              |                 |                      |        |        |        |        |        |  |  |
|  |                     |                                |                         |                                |                     |                         |                         |                  |                  |                      |                  |                  |                 |                      |              |              |              |                      |              |                 |                      |        |        |        |        |        |  |  |
|  |                     |                                |                         |                                |                     |                         |                         |                  |                  |                      |                  |                  |                 |                      |              |              |              |                      |              |                 |                      |        |        |        |        |        |  |  |
|  |                     | 3                              | Li Xuerui (CHN)         | 21                             | 21                  |                         |                         |                  |                  |                      |                  |                  |                 |                      |              |              |              |                      |              |                 |                      |        |        |        |        |        |  |  |
|  |                     |                                |                         |                                |                     |                         |                         |                  |                  |                      |                  |                  |                 |                      |              |              |              |                      |              |                 |                      |        |        |        |        |        |  |  |
|  |                     |                                | 12                      | Porntip Buranaprasertsuk (THA) | 12                  | 17                      |                         |                  |                  |                      |                  |                  |                 |                      |              |              |              |                      |              |                 |                      |        |        |        |        |        |  |  |
|  |                     | Marija Ulitina (UKR)           | 12                      | Porntip Buranaprasertsuk (THA) | 12                  | 17                      | 14                      | 16               |                  |                      |                  |                  |                 |                      |              |              |              |                      |              |                 |                      |        |        |        |        |        |  |  |
|  |                     | Marija Ulitina (UKR)           |                         |                                |                     |                         | 14                      | 16               |                  |                      |                  |                  |                 |                      |              |              |              |                      |              |                 |                      |        |        |        |        |        |  |  |
|  | 12                  | Porntip Buranaprasertsuk (THA) | 21                      | 21                             |                     |                         |                         |                  |                  |                      |                  |                  |                 |                      |              |              |              |                      |              |                 |                      |        |        |        |        |        |  |  |
|  | 12                  | Porntip Buranaprasertsuk (THA) | 21                      | 21                             |                     |                         |                         |                  |                  |                      |                  |                  |                 |                      |              |              |              |                      |              | 1               | Carolina Marín (ESP) | 19     | 21     | 21     |        |        |  |  |
|  |                     |                                |                         |                                |                     |                         |                         |                  |                  |                      |                  |                  |                 |                      |              |              |              |                      |              |                 | Carolina Marín (ESP) | 19     | 21     | 21     |        |        |  |  |
|  |                     | 9                              | Pusarla V. Sindhu (IND) | 21                             | 12                  | 15                      |                         |                  |                  |                      |                  |                  |                 |                      |              |              |              |                      |              |                 |                      |        |        |        |        |        |  |  |
|  | 13                  | 9                              | Pusarla V. Sindhu (IND) | 21                             | 12                  | 15                      | Bae Yeon-ju (KOR)       | 6                | 7                |                      |                  |                  |                 |                      |              |              |              |                      |              |                 |                      |        |        |        |        |        |  |  |
|  | 13                  |                                |                         |                                |                     |                         | Bae Yeon-ju (KOR)       | 6                | 7                |                      |                  |                  |                 |                      |              |              |              |                      |              |                 |                      |        |        |        |        |        |  |  |
|  | 6                   | Nozomi Okuhara (JPN)           | 21                      | 21                             |                     |                         |                         |                  |                  |                      |                  |                  |                 |                      |              |              |              |                      |              |                 |                      |        |        |        |        |        |  |  |
|  | 6                   | Nozomi Okuhara (JPN)           | 21                      | 21                             |                     | 6                       | Nozomi Okuhara (JPN)    | 11               | 21               | 21                   |                  |                  |                 |                      |              |              |              |                      |              |                 |                      |        |        |        |        |        |  |  |
|  |                     |                                |                         |                                |                     | 6                       | Nozomi Okuhara (JPN)    | 11               | 21               | 21                   |                  |                  |                 |                      |              |              |              |                      |              |                 |                      |        |        |        |        |        |  |  |
|  |                     |                                | 10                      | Akane Yamaguchi (JPN)          | 21                  | 17                      | 10                      |                  |                  |                      |                  |                  |                 |                      |              |              |              |                      |              |                 |                      |        |        |        |        |        |  |  |
|  | 10                  | Akane Yamaguchi (JPN)          | 10                      | Akane Yamaguchi (JPN)          | 21                  | 17                      | 10                      | 21               | 21               |                      |                  |                  |                 |                      |              |              |              |                      |              |                 |                      |        |        |        |        |        |  |  |
|  | 10                  | Akane Yamaguchi (JPN)          |                         |                                |                     |                         |                         | 21               | 21               |                      |                  |                  |                 |                      |              |              |              |                      |              |                 |                      |        |        |        |        |        |  |  |
|  | 4                   | Ratchanok Intanon (THA)        | 19                      | 16                             |                     |                         |                         |                  |                  |                      |                  |                  |                 |                      |              |              |              |                      |              |                 |                      |        |        |        |        |        |  |  |
|  | 4                   | Ratchanok Intanon (THA)        | 19                      | 16                             |                     |                         |                         |                  |                  |                      |                  |                  | 6               | Nozomi Okuhara (JPN) | 19           | 10           |              |                      |              |                 |                      |        |        |        |        |        |  |  |
|  |                     |                                |                         |                                |                     |                         |                         |                  |                  |                      |                  |                  |                 | Nozomi Okuhara (JPN) | 19           | 10           |              |                      |              |                 |                      |        |        |        |        |        |  |  |
|  |                     | 9                              | Pusarla V. Sindhu (IND) | 21                             | 21                  |                         |                         |                  | Troisième place  | Troisième place      | Troisième place  | Troisième place  | Troisième place |                      |              |              |              |                      |              |                 |                      |        |        |        |        |        |  |  |
|  | 9                   | 9                              | Pusarla V. Sindhu (IND) | 21                             | 21                  | Pusarla V. Sindhu (IND) | 21                      | 21               | Troisième place  | Troisième place      | Troisième place  | Troisième place  | Troisième place |                      |              |              |              |                      |              |                 |                      |        |        |        |        |        |  |  |
|  | 9                   |                                |                         |                                |                     | Pusarla V. Sindhu (IND) | 21                      | 21               |                  |                      |                  |                  |                 |                      |              |              |              |                      |              |                 |                      |        |        |        |        |        |  |  |
|  | 8                   | Tai Tzu-ying (TPE)             | 13                      | 15                             |                     |                         |                         |                  |                  |                      |                  |                  |                 |                      |              |              |              |                      |              |                 |                      |        |        |        |        |        |  |  |
|  | 8                   | Tai Tzu-ying (TPE)             | 13                      | 15                             |                     | 9                       | Pusarla V. Sindhu (IND) | 22               | 21               |                      |                  |                  |                 |                      |              |              |              |                      | 3            | Li Xuerui (CHN) |                      |        |        |        |        |        |  |  |
|  |                     |                                |                         |                                |                     | 9                       | Pusarla V. Sindhu (IND) | 22               | 21               |                      |                  |                  |                 |                      |              |              |              |                      | 3            | Li Xuerui (CHN) |                      |        |        |        |        |        |  |  |
|  |                     |                                | 2                       | Wang Yihan (CHN)               | 20                  | 19                      |                         |                  |                  |                      |                  |                  |                 |                      |              |              | 6            | Nozomi Okuhara (JPN) | w            | /               | o                    |        |        |        |        |        |  |  |
|  |                     |                                | 2                       | Wang Yihan (CHN)               | 20                  | 19                      |                         |                  |                  |                      |                  |                  |                 |                      |              |              | 6            | Nozomi Okuhara (JPN) | w            | /               | o                    |        |        |        |        |        |  |  |
|  |                     |                                |                         |                                |                     |                         |                         |                  |                  |                      |                  |                  |                 |                      |              |              |              |                      |              |                 |                      |        |        |        |        |        |  |  |

## Sources
- Le site officiel du Comité international olympique
- Site officiel de Rio 2016